# 배신
배신(背信, betrayal)은 개인 간, 조직 간 또는 개인과 조직 간의 관계 내에서 도덕적, 심리적 갈등을 유발하는 추정되는 계약, 확신, 또는 신뢰의 파기 행위이다. 배신은 경쟁 그룹을 지원하는 행위이거나, 한 당사자가 다른 당사자로부터 이전에 결정되었거나 추정된 규범에서 완전히 벗어나는 것이다. 다른 사람을 배신하는 사람은 일반적으로 반역자(反逆者) 또는 배신자(背信者), 역적(逆賊)이라고 한다. 배신은 일반적으로 사용되는 문학적 요소이며 자주 플롯 트위스트와 관련되거나 사용된다.
배신은 소설에서 흔히 사용되는 이야기 요소이며, 때로는 반전으로 사용되기도 한다.

## 정의
각각 "배신의 모호함"과 "속임수의 틀"의 저자인 철학자 주디스 슐클라와 피터 존슨은 배신에 대한 명확한 정의는 없지만, 배신은 문학을 통해 더 효과적으로 이해될 수 있다고 주장한다.

### 이론적, 실제적 필요성
로저 L. 잭슨은 왜 명확한 정의가 필요한지 설명한다.
배신은 "사람들"의 문제이자 철학자의 문제이다. 철학자들은 배신이라는 개념을 명확히 하고, 다른 도덕적 개념과 비교 및 대조하며, 배신 상황을 비판적으로 평가할 수 있어야 한다. 실제적인 차원에서 사람들은 배신을 정직하게 이해하고 그 결과의 영향을 완화할 수 있어야 한다. 즉, 배신에 압도되지 않고 다룰 수 있어야 한다. 우리가 필요로 하는 것은 진정한 배신과 단순한 인식된 배신을 구분하고, 실제 삶에서 제기된 배신을 평가하기 위한 체계적인 지침을 제공하는 개념적으로 명확한 배신에 대한 설명이다.
벤-예후다의 2001년 저서("배신과 반역죄 신뢰와 충성심의 위반" 웨스트뷰 프레스)는 충실, 신뢰 및 도덕적 경계를 설명 도구로 사용하여 모든 형태의 배신과 반역죄를 통합 분석 프레임워크로 구성했다.

## 징후와 결과
배신 행위는 피해자와 가해자 모두에게 부정적인 행동, 생각, 감정의 집합을 형성한다. 상호작용은 복잡하다. 피해자는 노여움과 혼란을 보이고 가해자에게 속죄를 요구하는데, 가해자는 차례로 죄책감이나 수치심을 느끼고 후회를 보일 수 있다. 만약 가해자가 후회하거나 사과한 후에도 피해자가 계속해서 분노를 표현하면, 이는 다시 가해자가 방어적이 되고 차례로 분노하게 만들 수 있다. 배신에 대한 수용은 피해자가 속죄와 응보의 요구를 포기할 경우 나타날 수 있지만, 이는 피해자가 계속해서 사과를 요구하거나, 가해자에게 원래의 행위를 반복적으로 상기시키거나, 사건을 끊임없이 반복해서 검토하지 않을 때만 입증된다.
진정한 사과, 속죄, 진심 어린 후회, 그리고 행동 변화 계획이 없다면 배신당한 사람은 그것이 일어났고 가해자가 변할 의사가 없거나 변할 수 없다는 것을 받아들일 수 있다. 진정한 변화가 없다는 것은 다시 그렇게 할 수 있다는 뜻이다. 가해자의 확인 부족은 "두 번째 폭행"으로 묘사될 수 있으며, 이는 초기 트라우마의 영향을 악화시킬 수 있다. 배신을 받아들이고 접촉을 끊는 것이 최선의 방법이다. 다른 방법은 계속 연결되어 있으면서 침범이 다시 발생할 수 있다는 것을 깨닫고, 심각도를 줄이기 위해 특정 행동을 피하기로 선택할 수 있다. 예를 들어, 어떤 사람이 험담을 한다면 그들에게 비밀을 말하지 말아야 한다.

## 배신 트라우마
배신 트라우마는 외상 후 스트레스 장애와 유사한 증상을 보이지만, 기억상실과 해리 요소가 더 클 가능성이 높다.
전통적인 외상 후 스트레스 장애 (PTSD)와 배신 트라우마의 핵심적인 차이점은 전자가 역사적으로 주로 공포에 의해 발생하는 것으로 여겨지는 반면, 배신 트라우마는 극심한 노여움에 대한 반응이라는 것이다. 또 다른 핵심적인 차이점은 배신 트라우마는 신뢰하는 개인이나 기관 사이의 신뢰 위반을 경험하는 반면, 외상 후 스트레스 장애는 신뢰하는 출처로부터의 위반을 포함하지 않는다는 것이다.

## 로맨틱 관계에서의 배신
존 가트만의 "사랑은 어떻게 지속되는가?"는 배신을 겉보기에 안정적인 로맨스를 약화시키고, 비록 부부가 그것을 인식하지 못하더라도 모든 실패하는 관계의 핵심에 놓여 있는 "큰 은밀함과 함께 도착하는 해로운 침입자"로 묘사한다. 가트만은 각 파트너가 상대방과 관계를 위해 얼마나 희생할 의사가 없는지를 계산하여 배신 지표를 산출했다. 지속적으로 높은 배신 지표는 부부가 불륜이나 다른 심각한 불충성 위험에 처해 있다는 지표로 작용했다. 로맨틱 관계에서 발생하는 배신의 종류로는 성적 부정, 조건부 약속, 비성적 관계, 거짓말, 파트너에 대한 연합 형성, 결석, 무례, 불공정, 이기심, 약속 파기 등이 있다.

## 더블 크로스
더블 크로스(double cross)는 불성실이나 불법적인 일과 관련한 배신을 의미하는 문구이다.

### 기원
이 문구는 일종의 시합에서 누군가를 패배시키기 위해 의도적으로 공모하는 부정의 의미로 크로스(cross)라는 단어를 사용한 데서 유래한다.
이 용어는 18세기 영국 도둑 사냥꾼이자 범죄자였던 조너선 와일드가 거래 장부를 보관하고 어떤 식으로든 자신을 속인 사람들의 이름 옆에 두 개의 십자가를 표시한 관행에서 영감을 얻었다는 설도 있다. 이러한 민간어원은 거의 확실히 부정확하지만, 이 용어가 19세기에 존재했다는 문서 증거는 있다.
더 최근에는 이 문구가 두 가지 가능한 상황을 가리키는 데 사용되었다.
1. 담합에 참여한 경쟁자가 게임을 망가뜨리기로 합의했지만, 공동 작업자의 원래 의도와 반대로 평소대로 경쟁하는 경우 – 하나의 "십자가"가 다른 "십자가"에 대항한다.
2. 상반된 두 당사자가 접근하여 게임을 망가뜨리고 다른 당사자를 지지하도록 설득한다. 양 당사자 모두 손해를 보고, 가해자는 세 번째 우승 당사자를 지지함으로써 이익을 얻는다.

이러한 사용은 일반적인 용어로 자리 잡았으며, 예를 들어 제2차 세계 대전에서 영국 군사 정보부는 더블 크로스 시스템을 사용하여 포획된 나치를 풀어주고 독일로 거짓 정보를 전달하게 했다.

## 배신 맹목
배신 맹목(betrayal blindness)은 배신에 대해 사람들이 보이는 무지, 알지 못함, 망각을 의미한다.
"배신 맹목"이라는 용어는 1996년 프레이드에 의해 도입되었고, 1999년 프레이드에 의해 확장되었으며, 2013년 프레이드와 버렐에 의해 배신 트라우마 이론을 통해 다시 확장되었다. 이 배신 맹목은 간통, 불평등 등 전통적인 트라우마로 간주되지 않는 배신까지 확대될 수 있다. 배신 맹목은 피해자에게만 국한되지 않는다. 가해자와 목격자 역시 개인적인 관계, 기관과의 관계, 그리고 의존하는 사회 시스템을 보존하기 위해 배신 맹목을 보일 수 있다.
"제도적 배신"이라는 용어는 해당 기관에 의존하는 개인에게 기관이 저지른 잘못을 의미한다. 여기에는 개인(예: 성폭행)이 기관 내에서 저지른 잘못을 방지하거나 지원적으로 대응하지 못하는 것이 포함된다.

### 참고 문헌
- Arnett, J. J. (2000). Emerging adulthood: A theory of development from the late teens through the twenties. American Psychologist, 55,5, 469–480.
- Festinger, L. (1957). A theory of cognitive dissonance. Stanford, CA: Stanford University Press.
- Freyd, J. J. (1994). Betrayal-trauma: Traumatic amnesia as an adaptive response to childhood abuse. Ethics & Behavior, 4, 307–329.
- Freyd, J. J. (1996). Betrayal trauma: The logic of forgetting childhood abuse. Cambridge, MA: Harvard University Press.
- Freyd, J. J., & Birrell, P. J. (2013).  Blind to Betrayal: Why we fool ourselves we aren't being fooled 보관됨 2015-05-07 - 웨이백 머신. Somerset, NJ:  Wiley.
- Freyd, J. J ., Klest, B., & Allard, C. B. (2005) Betrayal trauma: Relationship to physical health, psychological distress, and a written disclosure intervention. Journal of Trauma & Dissociation, 6(3), 83-104.
- Hensley, A. L. (2004). Why good people go bad: A psychoanalytic and behavioral assessment of the Abu Ghraib Detention Facility staff. An unpublished courts-martial defense strategy presented to the Area Defense Counsel in Washington DC on December 10, 2004.
- Hensley, A. L. (2006). “Contracts don't always begin on the dotted line: Psychological contracts and PTSD in female service members in Iraq”. 2010년 11월 24일에 원본 문서에서 보존된 문서. 2010년 10월 10일에 확인함.
- Hensley, A. L. (2007). Why good people go bad: A case study of the Abu Ghraib Courts-Martials. In G. W. Dougherty, Proceedings of the 5th annual proceedings of the Rocky Mountain Region Disaster Mental Health Conference. Ann Arbor, MI: Loving Healing Press.
- Hensley, A. L. (2009a). Gender, personality, and coping: Unraveling gender in military post-deployment wellbeing (preliminary results). In G. Dougherty (Ed.). Return to equilibrium: Proceedings of the 7th Rocky Mountain Region Disaster Mental Health Conference (pp. 105–148). Ann Arbor, MI: Loving Healing Press.
- Hensley, A. L. (2009b). Gender, personality and coping: Unraveling gender in military post-deployment physical and mental wellness. Ann Arbor, MI: ProQuest UMI.
- Hensley, A. L. (2009c). Betrayal trauma: Insidious purveyor of PTSD. In G. Dougherty (Ed.). Return to equilibrium: Proceedings of the 7th Rocky Mountain Region Disaster Mental Health Conference (pp. 105–148). Ann Arbor, MI: Loving Healing Press.
- Hersey, B. & Buhl, M.(January/February 1990). The Betrayal of Date Rape. InView.
- Jackson, R. L. (2000). 《The Sense and Sensibility of Betrayal: Discovering the Meaning of Treachery through Jane Austen》 (PDF). 《Humanitas》 XIII (National Humanities Institute). 72–89쪽. doi:10.5840/humanitas200013211. 2021년 5월 8일에 원본 문서 (PDF)에서 보존된 문서. 2005년 12월 2일에 확인함.
- Johnson-Laird, P. N. (1983). Mental Models: Towards a Cognitive Science of Language, Inference, and Consciousness. Cambridge: Cambridge University Press.
- Maslow, A. (1954). Motivation and personality. New York: Harper.
- McNulty, F. (1980). The burning bed. New York: Houghton Mifflin Harcourt.
- Musen, K. & Zimbardo, P. G. (1991). Quiet rage: The Stanford prison study. Videorecording. Stanford, CA: Psychology Dept., Stanford University.
- Reis, H. T.; Rusbult, C. E. (2004). 《Close relationships: key readings》. Psychology Press. ISBN 978-0-86377-596-3.

## 추가 문헌
- Robin Marie Kowalski (2009). 〈Betrayal〉.   Harry T. Reis; Susan Sprecher; Susan K. Sprecher. 《Encyclopedia of Human Relationships》 1. SAGE. 174–176쪽. ISBN 978-1-4129-5846-2.
- James Allen Grady (2008). 〈Betrayal〉.   Yudit Kornberg Greenberg. 《Encyclopedia of love in world religions》 1. ABC-CLIO. 74–76쪽. ISBN 9781851099801.
- Freyd, Jennifer J. (2008). 〈Betrayal trauma〉.   G. Reyes; J.D. Elhai; J.D.Ford. 《Encyclopedia of Psychological Trauma》. New York: John Wiley & Sons. 76쪽.
- Nachman Ben-Yehuda (2001). 《Betrayal and treason: violations of trust and loyalty》. Crime & society. Westview Press. ISBN 978-0-8133-9776-4.
- Gilbert Reyes; Jon D. Elhai; Julian D. Ford (2008). 〈Betrayal trauma〉. 《The Encyclopedia of Psychological Trauma》. John Wiley and Sons. ISBN 978-0-470-44748-2.
- Alan L. Hensley (2009). 〈Betrayal Trauma: Insidious Purveyor of PTSD〉.   George W. Doherty. 《Return to Equilibrium: The Proceedings of the 7th Rocky Mountain Region Disaster Mental Health Conference》. Loving Healing Press. ISBN 978-1-932690-86-6.
- Malin Åkerström (1991). 《Betrayal and betrayers: the sociology of treachery》. Transaction Publishers. ISBN 978-0-88738-358-8.
- Warren H. Jones; Laurie Couch; Susan Scott (1997). 〈Trust and Betrayal〉.   Robert Hogan; John A. Johnson; Stephen R. Briggs. 《Handbook of personality psychology》. Gulf Professional Publishing. ISBN 978-0-12-134646-1.

## 같이 보기
- 간통
- 불륜
- 기회주의
- 심리적학대
- 분열 (심리학)
- 배후중상설
- 배신 트라우마